# سوامپ تینگ (مجموعه تلویزیونی ۲۰۱۹)
سوامپ تینگ (به انگلیسی: Swamp Thing) یک مجموعهٔ تلویزیونی آمریکایی تحت وب در ژانر ابرقهرمانی ترسناک است که توسط گری دابرمن و مارک ورهایدن برای دی‌سی یونیورس ساخته شده است. این سریال بر پایهٔ شخصیتی خیالی به همین نام از شرکت دی‌سی کامیکس ساخته شده است. این سریال داستان پزشکی به نام ابیگیل «اَبی» آرکین (کریستال رید) را دنبال می‌کند که با سوامپ تینگ (درک میرس)، موجودی از عناصر گیاهی مواجه می‌شود که در اطراف باتلاقی در لوئیزیانا با نیروهای بدخواه می‌جنگد.
نخستین قسمت مجموعه در ۳۱ مهٔ ۲۰۱۹ پخش شد. در ژوئن ۲۰۱۹، ساخت مجموعه یک هفته پس از پخش یکمین قسمت، متوقف شد.

## بازیگران
- کریستال رید در نقش ابیگیل «اَبی» آرکین: دکتر مرکز کنترل و پیشگیری بیماری است که به بررسی نوعی بیماری سیستمیک همه‌گیر در زادگاهش می‌پردازد.
- اندی بین و درک میرس در نقش الک هالند / سوامپ تینگ
- ویرجینیا مادسن در نقش ماریا ساندرلند: همسر ایوری ساندرلند
- ماریا استن در نقش لیز ترمین: روزنامه‌نگار محلی و دوست صمیمی دوران کودکی ابی آرکین
- هندرسون وید در نقش متیو کیبل: یک افسر پلیس در کنار مادرش لوسیلیا و دوست دوران کودکی ابی
- جریل پرسکات در نقش مادام زندو: فال‌بین نابینا که توانایی ماورای طبیعی او قادر به افشای آینده است
- ویل پاتون در نقش ایوری ساندرلند: تاجر برجسته
- جنیفر بیلز در نقش لوسیلیا کیبل، کلانتر شهر
- کوین دورند در نقش جیسون وودرو
- لئوناردو نام در نقش هارلان ادواردز: متخصص همجنسگرا در مراکز مدیریت و پیشگیری بیماری
- ایان زیرینگ در نقش دنیل کسیدی / بلو دویل: بدلکار پیشین

### مهمان
- مایکل بیچ در نقش ناتان
- آرجی کایلر در نقش جونز
- تیم راس در نقش دکتر چووودوری
- میکن بلیر در نقش فانتوم استرنجر
- آدرین باربو در نقش دکتر پالومار
- جیک بیوزی در نقش شاو